# Tocoyena megistantha
Tocoyena megistantha är en måreväxtart som beskrevs av Paul Carpenter Standley. Tocoyena megistantha ingår i släktet Tocoyena och familjen måreväxter.
Artens utbredningsområde är Colombia. Inga underarter finns listade i Catalogue of Life.